# Дурду (Тарн)
Дурду (фр. Dourdou) је река у Француској. Дуга је 87 km. Улива се у Тарн. 